# Zveçan
Zveçan (albanska: Zveçan med böjningsformen Zveçani; serbiska: Звечан, Zvečan) är en stad i kommunen Opština Zvečan i norra Kosovo med 16 650 invånare (2015) och en area av 104 km². Majoriteten av invånarna är serber. Trepçagruvorna ligger i området.

### Fotnoter
1. ↑  "Zvečan", osce.org. OSCE.